# Битва під Пловцями

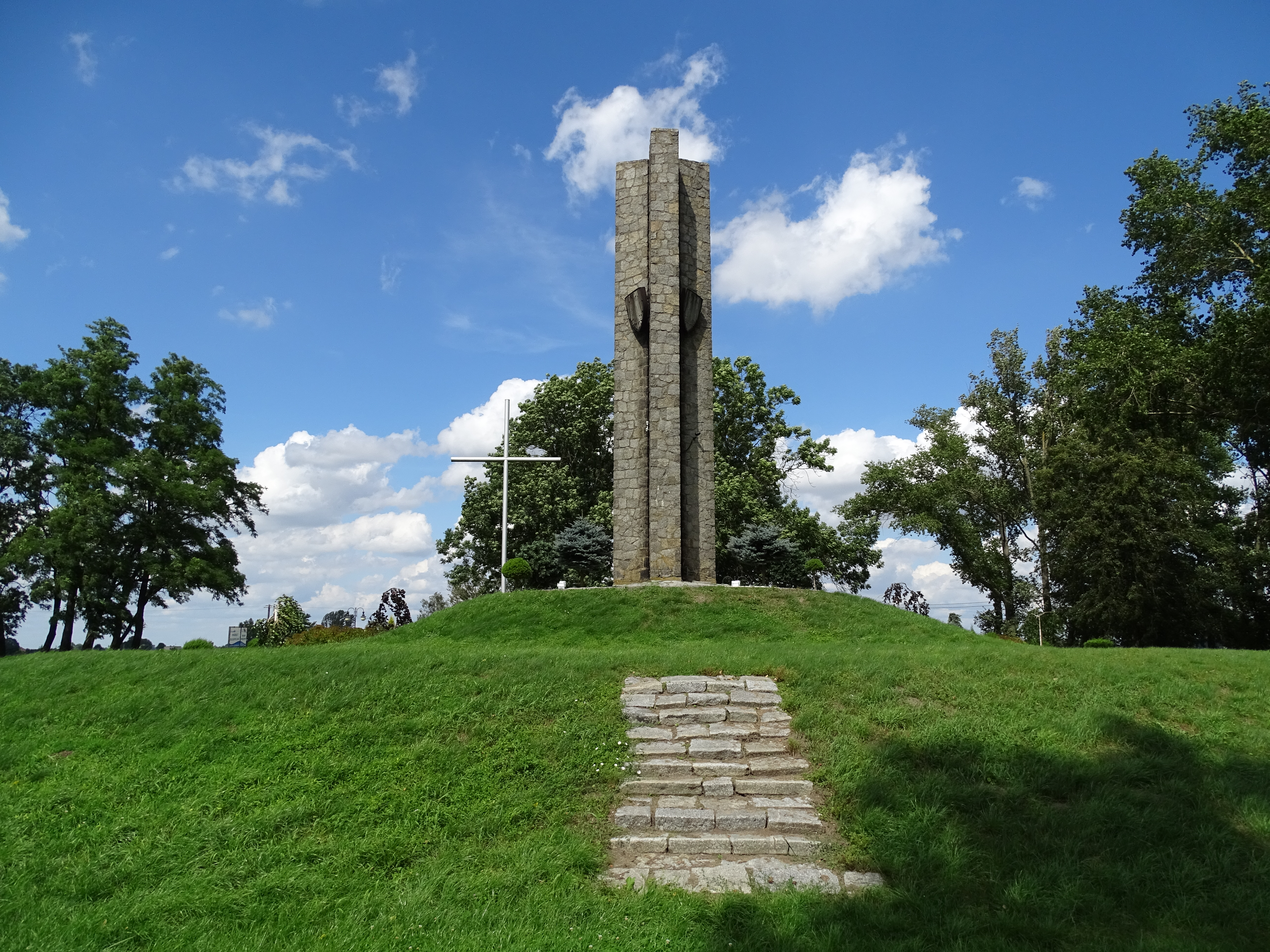
Пам'ятник на місці битви.

Битва під Пло́вцями (пол. Bitwa pod Płowcami) — битва між військами  Королівства Польського під командуванням короля  Владислава Локетка  та  Тевтонського ордену під командуванням  кульмського комтура Отто фон Люттенберга,  маршала  Дітріха фон Альтенбурга,  великого комтура Отто фон Бондорсфа і  Генріха фон Рейсса, що відбулася 27 вересня 1331  близько Пловців в  Куявії. Битва складалася з двох боїв, підсумком першого став розгром орденського ар'єргарду, у другому успіх супроводив хрестоносцям.

## Битва
Військо хрестоносців складалося приблизно з 7 000 воїнів. Ще до битви воно було розділене на три загони, основна частина під командуванням Люттенберга висунулася з Радзеюва на  Брест-Куявський з метою оволодіти ним в найкоротший термін. Польська армія під командуванням Владислава Локетка і його сина Казимира складалася приблизно з 5 000 осіб.

### Перша фаза
Першим в контакт з хрестоносцями вступив авангард польської армії під командуванням старости  Великопольського  Вінцента Шамотульського. Зіткнення з ар'єргардом Ордену під командуванням Дітріха фон Альтенбурга виявилася несподіваною для обох сторін, так як в день битви стояв густий туман, а за словами німецького хроніста, «все було чутно, але нічого не було видно» .
Для ідентифікації своїх воїнів Локетек ввів пароль « Краків » (цей же пароль буде використаний польською кавалерією під час  Грюнвальдської битви). Маючи триразову перевагу в кількості військ, поляки оточили ар'єргард Ордену, сховавши частину війська в лісі. У свою чергу маршал Альтенбург наказав військам сховатися за ланцюгом возів (тобто вагенбургом). Полякам допоміг випадок: пронизаний стрілою, впав кінь, на якому сидів тевтонський прапороносець. У руці він тримав великий орденський прапор з чорним золоченим хрестом. Хоча з самим воїном нічого не сталося, не було можливості підняти прапор, міцно прикріплений до сідла. Раптове зникнення прапора, який використовувався для дачі наказів і служив орієнтиром у битві, викликало паніку в рядах хрестоносців. Щільний стрій розпався і загін Альтенбурга був розбитий. Сам він був сильно поранений в обличчя і взятий в полон. У битві було вбито багато високопоставлених членів Ордену, комтури: великий Отто фон Бондорсф, ельбінський Отто фон Оеттінген і данцигський Альбрехт фон Ор — всього було убито 56 братів-лицарів.

### Друга фаза
Загін Альтенбурга був знищений, однак це був ще не кінець битви. Отримавши інформацію про битву, основна частина орденської армії, що раніше виступила на Брест-Куявський, була розгорнута. Друга фаза битви виявилася вдалішою для хрестоносців: лицарі відбили більшість полонених і обозу, а також повернули великий орденський прапор.

## Підсумки

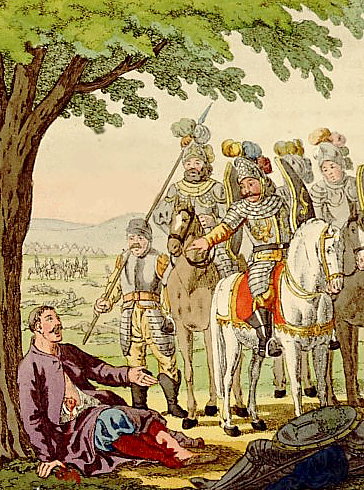
Владислав Локетек і Флоріан Старий після Битви

У польському полоні залишилося понад 40 братів-лицарів, у тому числі Генріх фон Рейсс. Хрестоносці взяли в полон близько 100 відомих польських лицарів і безліч простих воїнів. Загальні втрати склали близько 4000 осіб, Орден втратив близько третини свого війська. Люттенберг вирішив почати відступ до  Торну. Виведення армії з Польщі означало припинення  кампанії.
За  Длугошем, король Владислав наказав своєму синові  Казимиру вийти з битви, оскільки втрата спадкоємця була небезпечніша, ніж поразка в окремій битві. Між тим, окремі джерел стверджують, що королевич утік з поля бою під час другої фази битви.

## Пам'ять
На честь битви названі деякі об'єкти в Польщі, наприклад, вулиця Битви під Пловцями (пол. ul.Bitwy pod Płowcami) у Гданську і Сопоті .